# Coolgardie
Coolgardie è una città che si trova in Australia Occidentale, capoluogo della contea omonima; essa conta 803 abitanti e si trova 558 chilometri ad est della capitale dello Stato Perth.

## Storia
L'area su cui sorge la città venne esplorata solo nella seconda metà del XIX secolo da parte degli esploratori H.M. Lefroy e C.C. Hunt in due successive spedizioni, ma è solo nel 1892 che qui sorge un insediamento grazie alla scoperta dell'oro nelle sue immediate vicinanze Il nome della città pare derivare dalla parola aborigena Coolcaby e nell'arco di soli dieci anni la popolazione del nuovo insediamento, grazie al richiamo esercitato dalla febbre dell'oro, crebbe fino a contare circa 16.000 persone, oltre ad altre migliaia sparse nella regione intorno all'area urbana. Questi furono anni di crescita tumultuosa: nel 1896 fu costruita la ferrovia che univa Coolgardie con Perth e nel 1898 la città era la terza per numero di abitanti dell'intera Australia Occidentale (dopo la stessa Perth e Fremantle), con circa 700 compagnie minerarie quotate alla Borsa di Londra.
Quando le prime miniere iniziarono ad esaurirsi e divenne evidente che l'oro di superficie era stato tutto raccolto, necessitando quindi di nuove prospezioni per cercarlo nella profondità del terreno, molti abitanti di Coolgardie se ne andarono per spostarsi nella città di Kalgoorlie, che in quegli stessi anni viveva un periodo di fasti legati alla scoperta di nuove miniere aurifere. La Coolgardie odierna è una specie di museo all'aperto, che illustra quella che era una città mineraria di un secolo fa grazie al fatto che gli edifici che agli inizi del XX secolo vennero abbandonati sono stati preservati fino ad oggi, cosa che ha permesso di far partire una nuova industria legata al turismo.

## Geografia fisica

### Clima
| Mese                | Mesi | Mesi | Mesi | Mesi | Mesi | Mesi | Mesi | Mesi | Mesi | Mesi | Mesi | Mesi | Stagioni | Stagioni | Stagioni | Stagioni | Anno  |
| Mese                | Gen  | Feb  | Mar  | Apr  | Mag  | Giu  | Lug  | Ago  | Set  | Ott  | Nov  | Dic  | Inv      | Pri      | Est      | Aut      | Anno  |
| ------------------- | ---- | ---- | ---- | ---- | ---- | ---- | ---- | ---- | ---- | ---- | ---- | ---- | -------- | -------- | -------- | -------- | ----- |
| T. max. media (°C)  | 33,3 | 32,3 | 29,4 | 24,9 | 20,3 | 16,9 | 16,1 | 18,1 | 22,0 | 25,1 | 29,3 | 32,3 | 32,6     | 24,9     | 17,0     | 25,5     | 25,0  |
| T. min. media (°C)  | 17,0 | 16,8 | 15,1 | 12,0 | 8,6  | 6,5  | 5,2  | 5,9  | 7,9  | 10,2 | 13,4 | 15,8 | 16,5     | 11,9     | 5,9      | 10,5     | 11,2  |
| Precipitazioni (mm) | 23,3 | 28,0 | 25,5 | 22,4 | 29,0 | 29,8 | 24,4 | 24,4 | 13,8 | 16,2 | 17,0 | 16,9 | 68,2     | 76,9     | 78,6     | 47,0     | 270,7 |
| Giorni di pioggia   | 2,0  | 2,2  | 2,5  | 2,8  | 3,8  | 4,5  | 4,7  | 3,9  | 2,5  | 2,3  | 2,2  | 1,9  | 6,1      | 9,1      | 13,1     | 7,0      | 35,3  |